# Шлагер
Шлагер (на немски език Schlager, свободно преведено и като „хит“) е стил в популярната музика, който е преобладаващ в Централна и Северна Европа – по-специално в страните Финландия, Швеция, Швейцария, Австрия и Германия, но в по-малка степен и в балтийските страни, Франция, Белгия и Холандия.
Типичните песни в стил шлагер са леко или силно сантиментални балади, с проста, ефектна, лесно запомняща се мелодия или „леки“ поп-мелодии.
Текстовете на песните от този стил обикновено касаят любовта, отношенията и чувствата между хората. Северният вариант на стила, особено във Финландия, е възприел елементи от северните и славянските народни песни, с текстове, често съдържащи меланхолични и тъжни теми.
Думата шлагер е също така възприета и все още се използва в много езици (включително на български език), в смисъл на „музикален хит“.
Стилът е често представян на конкурса за песен Евровизия като става много популярен още в първото издание на конкурса през 1956 г., въпреки че с годините все повече бива изместен от други стилове в поп музиката.